# Pilar Ribeiro
Pilar Ribeiro (* 5. Oktober 1911 in Lissabon, Portugal; † 28. März 2011 in Alcabideche, Portugal) war eine portugiesische Mathematikerin und Hochschullehrerin. Sie war Mitbegründerin der Zeitschrift Gazeta de Matemática und Mitbegründerin der Portugiesischen Mathematischen Gesellschaft.

## Leben und Werk
Ribeiro war die Tochter von Joaquim Rodrigues Carreira und Luísa Loureiro Peres. Sie besuchte das Gymnasium Maria Amália Vaz de Carvalho in Lissabon und begann 1929  ihr Studium der Mathematik an der Fakultät für Naturwissenschaften der Universität Lissabon. Sie erhielt 1933 ihren Abschluss an der Universität Lissabon und heiratete im folgenden Jahr Hugo Ribeiro.
Nach einem Praktikum am Liceu Pedro Nunes wurde Ribeiro Mathematiklehrerin am Liceu Camões (Escola Secundária de Camões). Sie studierte weiter Mathematik und besuchte das Analysis Seminar von António Aniceto Monteiro an der Universität Lissabon.
Neben ihrer mathematischen Tätigkeit war Ribeiro politisch aktiv. Mit ihrem Mann nahm sie 1934 am Kongress der Sozialistischen Jugend Spaniens teil und trat am 11. November 1935 in die in Lissabon gegründete Portugiesischen Frauenvereinigung für den Frieden ein.
Ihr Ehemann wurde festgenommen, da er an den Aktivitäten von Socorro Vermelho Internacional teilgenommen hatte und wurde nach Spanien ins Exil gezwungen, konnte aber nach einiger Zeit nach Portugal zurückkehren.
Am 12. Dezember 1940 war sie Mitgründerin der Portugiesischen Mathematischen Gesellschaft und war bis 1941 erste Sekretärin. Die portugiesische Salazar-Diktatur erlaubte es der Gesellschaft nicht, offiziell registriert zu werden, so dass diese bis zum Sturz des autoritären Regimes im Jahr 1974 als illegale Organisation tätig war.

## Tätigkeiten im Exil
Von 1942 bis 1946 begleitete sie ihren Mann nach Zürich, wo dieser mit einem Stipendium promovierte. Sie besuchte mehrere Spezialisierungskurse in Mathematik an der Eidgenössischen Polytechnischen Schule in Zürich. Als ihr Mann das ihm zustehende portugiesische Stipendium nicht mehr erhielt, arbeitete sie an der Oberrealschule in Zürich. Sie schickte auch Papiere an die Gazeta de Matemática über den Mathematikunterricht in der Schweiz. 1946 kehrten sie und ihr Mann nach Lissabon zurück.
Sie wurde erneut als erste Sekretärin und ihr Ehemann als Generalsekretär der Portugiesischen Mathematischen Gesellschaft gewählt. Die Position ihres Mannes als Akademiker und wohlbekannter aktiver Gegner von Salazars Regime brachte ihn in ernsthafte Gefahr und sie und ihr Ehemann wurden ins Exil gezwungen. Sie kamen am 6. Oktober 1947 in den Vereinigten Staaten an und reisten an die University of California in Berkeley, wo ihr Ehemann von 1947 bis 1949 als Gastprofessor lehrte. Am 25. Mai 1950 stellte sie einen Antrag auf amerikanische Einbürgerung.
Im Juni 1960 reisten sie und ihr Mann an die Universidade Federal de Pernambuco in Recife in Brasilien. Im September 1960 kehrten sie und ihr Mann in die Vereinigten Staaten zurück und reisten nach Lincoln, Nebraska. 1961 wurde ihr Ehemann zum Professor für Mathematik und sie zur Dozentin für Mathematik an der Pennsylvania State University ernannt.

## Rückkehr nach Portugal
Am 25. April 1974 beendete die Nelkenrevolution das autoritäre Regime des Estado Novo in Portugal und Hugo und Pilar Ribeiro konnten nach Portugal zurückkehren.
Von 1976 bis 1980 war sie Professorin an der Universität Porto und am Instituto de Ciências Biomédicas Abel Salazar. Ihr Ehemann, der auch an der Universität von Porto lehrte, starb 1988 und im Januar 2005 schenkte sie der Biblioteca Nacional de Portugal fünf Kisten seiner Korrespondenz.
Ribeiro starb sechs Monate vor ihrem 100. Geburtstag. Zum 100. Jahrestag ihrer Geburt wurde eine portugiesische Briefmarke herausgegeben.
Sie war 1941 eine der Gründerinnen der Portugiesischen Mathematischen Gesellschaft und hatte die Mitgliedsnummer 1. Sie war auch Mitbegründerin der Zeitschrift „Gazeta de Matemática“. Zusammen mit José da Silva übersetzte sie David Hilberts Buch Grundlagen der Geometrie ins Portugiesische, das 1951 veröffentlicht und 2003 neu aufgelegt wurde.